# Drapetis perplexa
Drapetis perplexa är en tvåvingeart som beskrevs av Smith 1962. Drapetis perplexa ingår i släktet Drapetis och familjen puckeldansflugor. Inga underarter finns listade i Catalogue of Life.